# Joëlle Bourgois
Pour les articles homonymes, voir Bourgois.
Joëlle Bourgois, née Joëlle Lombard-Platet, le 24 juin 1945 à Thaon-les-Vosges, et morte le 24 août 2015, dans le 10e arrondissement de Paris, est une diplomate française.

## Biographie

### Études
Sa scolarité secondaire se déroule d'abord au collège de Thaon-les-Vosges puis au lycée Claude Gellée d'Épinal.
Elle est diplômée de l'Institut d'études politiques de Paris et ancienne élève de l'École nationale d'administration, promotion « Robespierre » (janvier 1968 - mai 1970).

### Carrière
De 1975 à 1976, elle est conseillère technique de Paul Dijoud, secrétaire d’État auprès du ministre du Travail, chargé des travailleurs immigrés. En 1976, elle est nommée premier secrétaire auprès du Saint-Siège (première femme à occuper ce poste), auprès de l'ambassadeur français Georges Galichon. En 1979, elle travaille auprès du ministre de l'Industrie comme négociatrice avec les pays du Golfe ; elle subit alors les affres de la misogynie encore patente de hauts fonctionnaires : « Voyons ! une femme ne peut négocier avec les Arabes ».
De 1991 à 1995, lors de la période de négociations constitutionnelles mettant fin à l'apartheid, elle est ambassadrice de France en Afrique du Sud. Elle est alors la seule femme diplomate en place. En septembre de la même année, elle représente la France aux discussions qui aboutissent au traité d'interdiction complète des essais nucléaires. De 1995 à 1999, elle est représentante permanente de la France à la Conférence du désarmement à Genève. De 1999 à 2002 elle est représentante permanente de la France auprès de l'OCDE à Paris. De 2003 à 2007, elle est ambassadrice de France en Belgique, de 2007 à 2008 ambassadrice auprès de l'UNESCO, et de mai 2008 à octobre 2009 ambassadrice de France en Suisse.
Elle est ministre plénipotentiaire. Elle prend sa retraite le 19 février 2010.
Elle meurt le 24 août 2015.

## Distinctions
- Officier de la Légion d'honneur (31 décembre 2001)[3],[7]
- Grand officier de l'ordre de Bonne Espérance[3](Afrique du Sud)

## Vie privée
Mariée en premières noces à l'écrivain Olivier Bourgois, lui-même frère de l'éditeur Christian Bourgois, elle est mère de deux filles. Elle s'est remariée en 2005 avec Sergio de Minicis.

## Œuvres
- Joëlle Bourgois, La rénovation urbaine à Toulouse, Paris, presses de l'ENA, 1968, 2 volumes

mémoire de stage de l'ENA
- Joëlle Bourgois, Cinq ans avec Mandela, éditions Robert Laffont, 2011, 253 p.  (ISBN 978-2-221-12492-5) (préface de Nadine Gordimer)